# Barend Biesheuvel
Barend Willem Biesheuvel (pronúnciaⓘ; 5 de abril de 1920 - 29 de abril de 2001), foi um político holandês do extinto Partido Anti-Revolucionário (ARP) agora o partido Apelo Democrático Cristão (CDA) e jurista que serviu como primeiro-ministro da Holanda de 6 de julho de 1971 até 11 de maio de 1973.
Ele detém a distinção de liderar o último gabinete em que o primeiro-ministro não era do maior partido da coalizão, e seu cargo de primeiro-ministro é consistentemente considerado por estudiosos e pelo público como abaixo da média.

## Vida

### Juventude
Barend Willem Biesheuvel nasceu em 5 de abril de 1920 em Haarlemmerliede, na província da Holanda do Norte, em uma família reformada, filho de Arie Biesheuvel e Johanna Margaretha "Antje " Troost. Biesheuvel tinha três irmãos e duas irmãs. Depois de concluir o ensino médio em escolas locais, formou-se em direito na Universidade Livre de Amsterdã em setembro de 1945. Nos dois anos seguintes, Biesheuvel trabalhou em Alkmaar como secretário do Comissário de Alimentos da Província da Holanda do Norte. Em 1947, tornou-se secretário do Conselho Agrícola. Em 1952 Biesheuvel tornou-se secretário-geral da Christian Farmers and Gardeners Association of the Netherlands (CBTB) e em 1959 presidente dessa organização. A partir do mesmo ano, ele também foi membro do Conselho Agrícola, da Fundação do Trabalho e dos conselhos do Centrale Raifeissen Bank e Heidemij.
Biesheuvel estudou direito na Universidade Livre de Amsterdã obtendo o título de mestre em direito e trabalhou como funcionário público do executivo provincial da Holanda do Norte de setembro de 1945 a janeiro de 1952 e como executivo da associação comercial da Christian Farmers and Gardeners Association (CBTB) de janeiro de 1952 até julho de 1959 e como presidente de agosto de 1956.

### Vida política

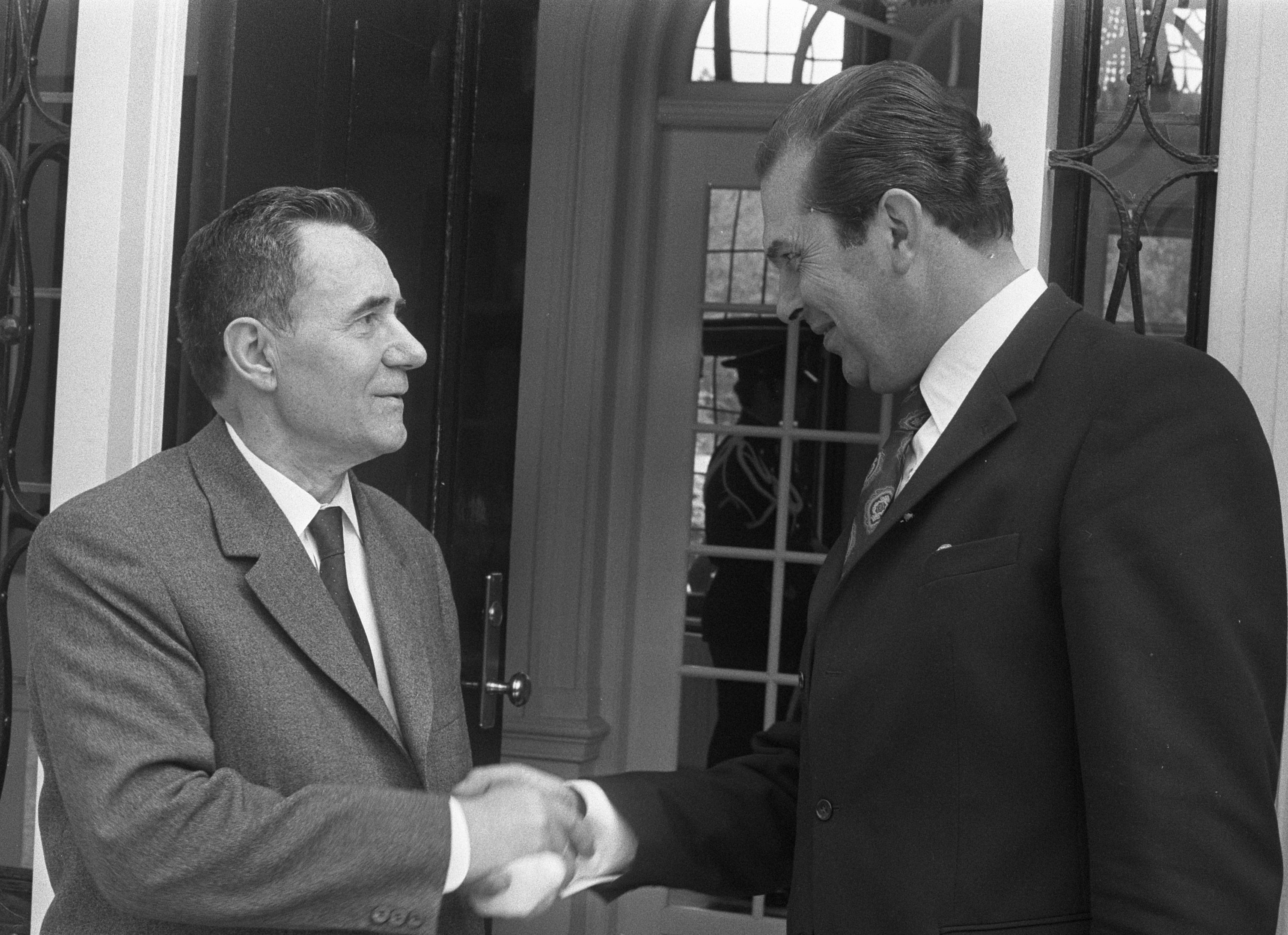
Ministro das Relações Exteriores da União Soviética Andrei Gromyko e Primeiro Ministro Barend Biesheuvel no Catshuis op 5 de julho de 1972.

Biesheuvel tornou-se membro da Câmara dos Representantes, assumindo o cargo em 6 de novembro de 1956, servindo como frontbencher e porta-voz da Agricultura, Assuntos do Governo Local e Relações do Reino. Biesheuvel também foi eleito membro do Parlamento Europeu e assumiu o cargo em 7 de março de 1961. Depois que o líder do partido Sieuwert Bruins Slot anunciou sua aposentadoria, após a formação do gabinete, Biesheuvel foi nomeado Vice-Primeiro Ministro e Ministro da Agricultura e Pescas, com a responsabilidade pelos Assuntos do Suriname e das Antilhas Holandesas no Gabinete Marijnen, assumindo o cargo em 24 de julho de 1963. O Gabinete Marijnen caiu em 27 de fevereiro de 1965 e foi substituído pelo Gabinete Cals com Biesheuvel continuando. O Gabinete Cals caiu em 14 de outubro de 1966 e foi substituído pelo Gabinete Zijlstra com Biesheuvel novamente mantendo suas funções. Para a eleição de 1971, Biesheuvel serviu novamente como Lijsttrekker e, após uma formação de gabinete bem-sucedida, formou o Gabinete Biesheuvel I e tornou-se primeiro-ministro da Holanda, assumindo o cargo em 6 de julho de 1971.

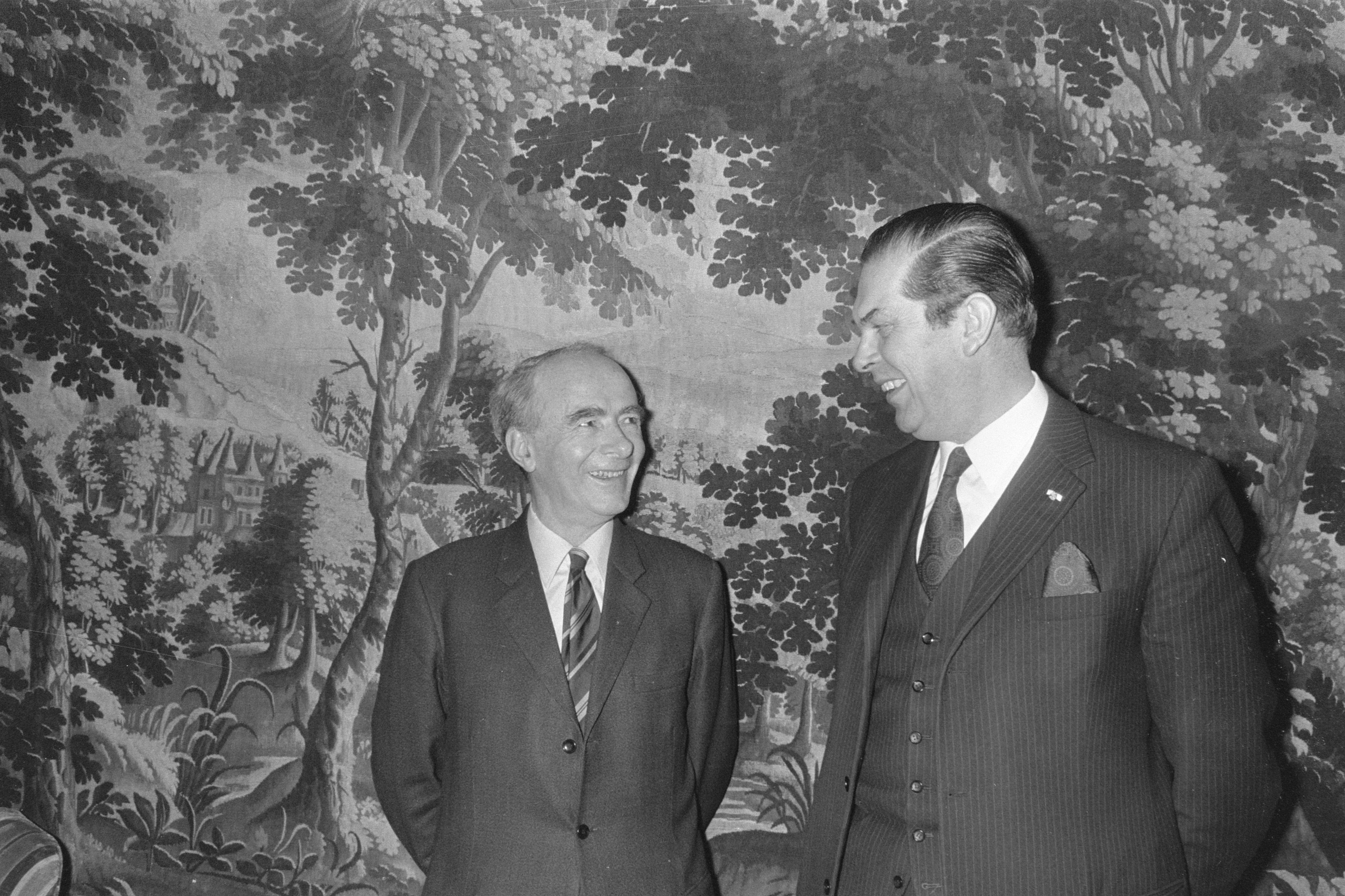
Primeiro-ministro da Noruega Trygve Bratteli e primeiro-ministro Barend Biesheuvel no Catshuis em 8 de janeiro de 1972.

O Gabinete caiu em 19 de julho de 1972 com apenas um ano de mandato e foi substituído pelo Gabinete interino Biesheuvel II, com Biesheuvel continuando como Primeiro Ministro. Para a eleição de 1972, Biesheuvel serviu mais uma vez como Lijsttrekker, mas a seguinte formação de gabinete resultou em uma coalizão liderada pelo líder trabalhista Joop den Uyl. Biesheuvel deixou o cargo após a instalação do Gabinete de Den Uyl em 11 de maio de 1973 e anunciou sua aposentadoria e deixou o cargo de líder em 15 de maio de 1973.
Biesheuvel se aposentou da política ativa com apenas 53 anos e tornou-se ativo nos setores público e privado como diretor corporativo e sem fins lucrativos e atuou em várias comissões e conselhos estaduais em nome do governo, e continuou ativo como lobista para o Parlamento Europeu União defendendo mais integração europeia. Biesheuvel era conhecido por suas habilidades como gerente habilidoso e debatedor eficaz. Durante seu mandato, seus gabinetes foram responsáveis por várias grandes reformas do setor público, estimulando mais desregulamentação e endossando mais privatizações. Biesheuvel continuou a comentar assuntos políticos como estadista até sua morte aos 81 anos de idade por doença cardiovascular.

## Vida pessoal
Em 22 de novembro de 1945, Biesheuvel se casou com Wilhelmina Jacoba "Mies" Meuring. Eles tiveram duas filhas e um filho. Mies morreu em 17 de janeiro de 1989, aos 69 anos.
Barend Biesheuvel morreu em um hospital em Haarlem de doença cardiovascular em 29 de abril de 2001 aos 81 anos. Biesheuvel e sua esposa foram enterrados no cemitério principal de Bloemendaal.

## Condecorações
| Barra de fita | Honra                                              | País    | Encontro            | Comente                                        |
| ------------- | -------------------------------------------------- | ------- | ------------------- | ---------------------------------------------- |
|               | Comendador da Ordem do Leão da Holanda             | Holanda | 8 de junho de 1973  |                                                |
|               | Cavaleiro da Grande Cruz da Ordem de Orange-Nassau | Holanda | 21 de março de 1991 | Elevado a Grande Oficial (27 de abril de 1967) |